# Лоури, Дик
Дик Лоури (англ. Dick Lowry; 15 сентября 1944, Оклахома США) — американский кинорежиссёр и кинопродюсер. Один из самых плодовитых режиссёров кино и телевидения 1980—2000-х годов.

## Биография
После окончиния престижного Калифорнийского института кинематографии, начал работать с такими известными деятелями кинематографа, Рип Торн, Арнольд Шварценеггер, Джина Гершон и Джерард Батлер. С самого начала творческой карьеры Лоури демонстрировал способность снимать свои фильмы при минимальных бюджетах.
Его дебют состоялся в качестве кинорежиссёра на съёмках фильма «Засуха» («The Drought») в 1975 г.
Часто занимался несколькими проектами в течение одного года.
Дик Лоури снял более 60 фильмов. Активно работал на телевидении. Выступил режиссёром ряда успешных телесериалов.
В 1998 году Лоури был удостоен премии за лучший телевизионный художественный фильм — Western Heritage Award for best television feature film за работу над фильмом «Last Stand at Saber River», драму времён после окончания Гражданской войны в США c Томом Селлеком в главной роли.
Вышел на пенсию в 2005 году. Его брат Хант Лоури — кинопродюсер.